# Сирандуська сільська рада
Си́рандуська сільська рада (ест. Sõrandu külanõukogu, рос. Сырандуский сельский совет) — сільська рада в Естонській РСР, адміністративно-територіальна одиниця в складі повіту Ярвамаа (1945—1950) та Пайдеського району (1950—1954).

## Населені пункти
Сільській раді підпорядковувалися населені пункти:
поселення (asundus): Гууксі (Huuksi), Сілмсі (Silmsi), Вана-Кареда (Vana-Kareda);
села: Вана-Кареда (Vana-Kareda), Кері (Keri), Сілмсі (Silmsi), Сиранду (Sõrandu).

## Історія
8 серпня 1945 року на території волості Койґі в Ярваському повіті утворена Сирандуська сільська рада з центром у селі Сиранду.
26 вересня 1950 року, після скасування в Естонській РСР повітового та волосного поділу, сільська рада ввійшла до складу новоутвореного Пайдеського сільського району.
17 червня 1954 року в процесі укрупнення сільських рад Естонської РСР Сирандуська сільська рада ліквідована. Її територія склала східну частину Койґіської сільської ради.